# Ila (mythologie)

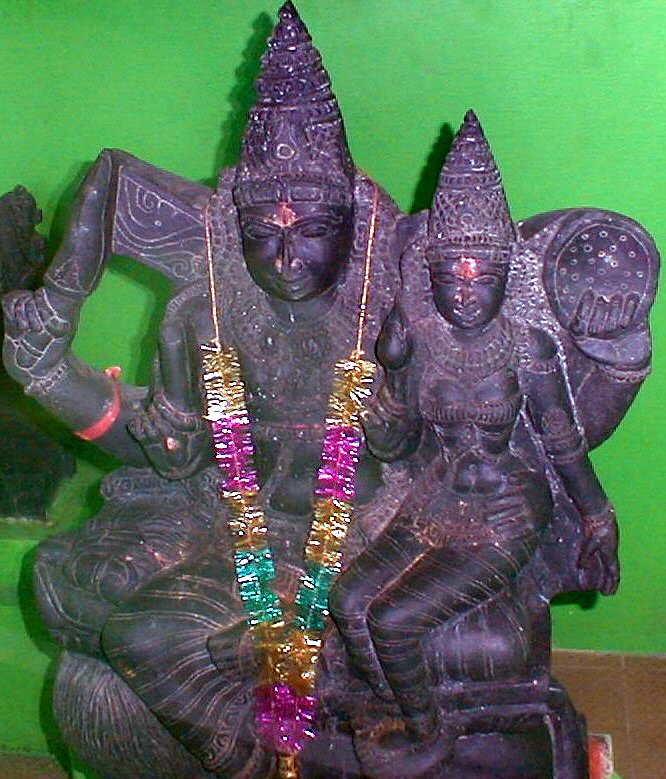
Boedha met Ila

Ila is een androgyne godheid in de Hindoeïstische mythologie. Als een man is hij Sudyumna en als vrouw Ila. Ila bracht de Maan-dynastie voort, ook bekend als de Aila's (nakomelingen van Ila). Ila is de dochter van Manu, de  vrouw van Boedha en moeder van Pururavas.
In de Veda's wordt Ila geprezen als Ida, de godin van de spraak en omschreven als de moeder van de Pururava's. Ila-Ida wordt ook in verband gebracht met Sarasvati, de godin van kennis.
Er bestaan verschillende versies van het verhaal, maar meestal wordt Ila beschreven als de dochter of de zoon van Vaivasvata Manu. Als kind van Manu had Ila negen broers, waaronder Ikshvaku, de stichter van de Zonne-dynastie. Als vrouw huwde Ila met Boedha, de god van de planeet Mercurius en zoon van de maangod Chandra (Soma). Ila schonk Boedha een zoon, Pururavas, de stamvader van de Maan-dynastie. Na de geboorte van Pururavas veranderde Ila in een man en kreeg drie zonen: Utkala, Gaya en Vinatashva. 
Het verhaal van Ila's veranderingen wordt verteld in de Purana's en de Indiase epische gedichten Ramayana en Mahabharata.